# Götz Grabner
Götz Grabner ist ein ehemaliger deutscher Basketballspieler.

## Werdegang
Grabner gehörte zur Mannschaft von TuS 04 Leverkusen, die 1970 den ersten deutschen Meistertitel der Vereinsgeschichte errang. Im selben Spieljahr siegte er mit Leverkusen ebenfalls im DBB-Pokal. In der Saison 1970/71 wurden beide Erfolge wiederholt. Grabner spielte insgesamt von 1968 bis 1971 für die Rheinländer und kam in dieser Zeit auf 48 Bundesliga-Einsätze mit einem Mittelwert von 3,3 Punkten je Begegnung.